# Kirche von Linde (Gotland)

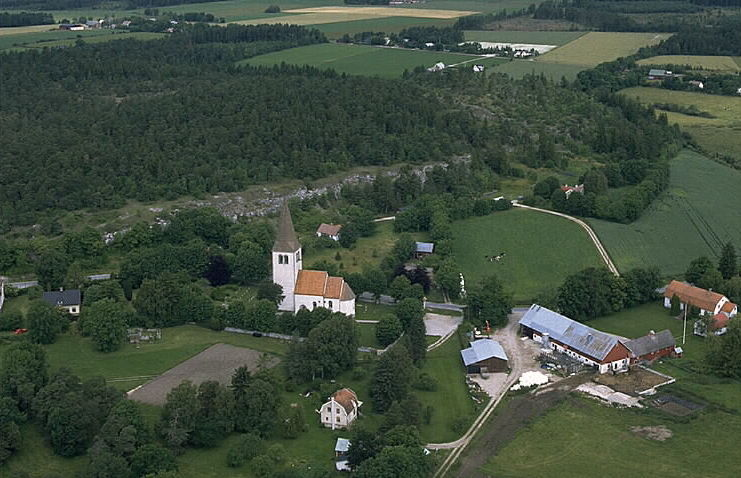
Kirche von Linde

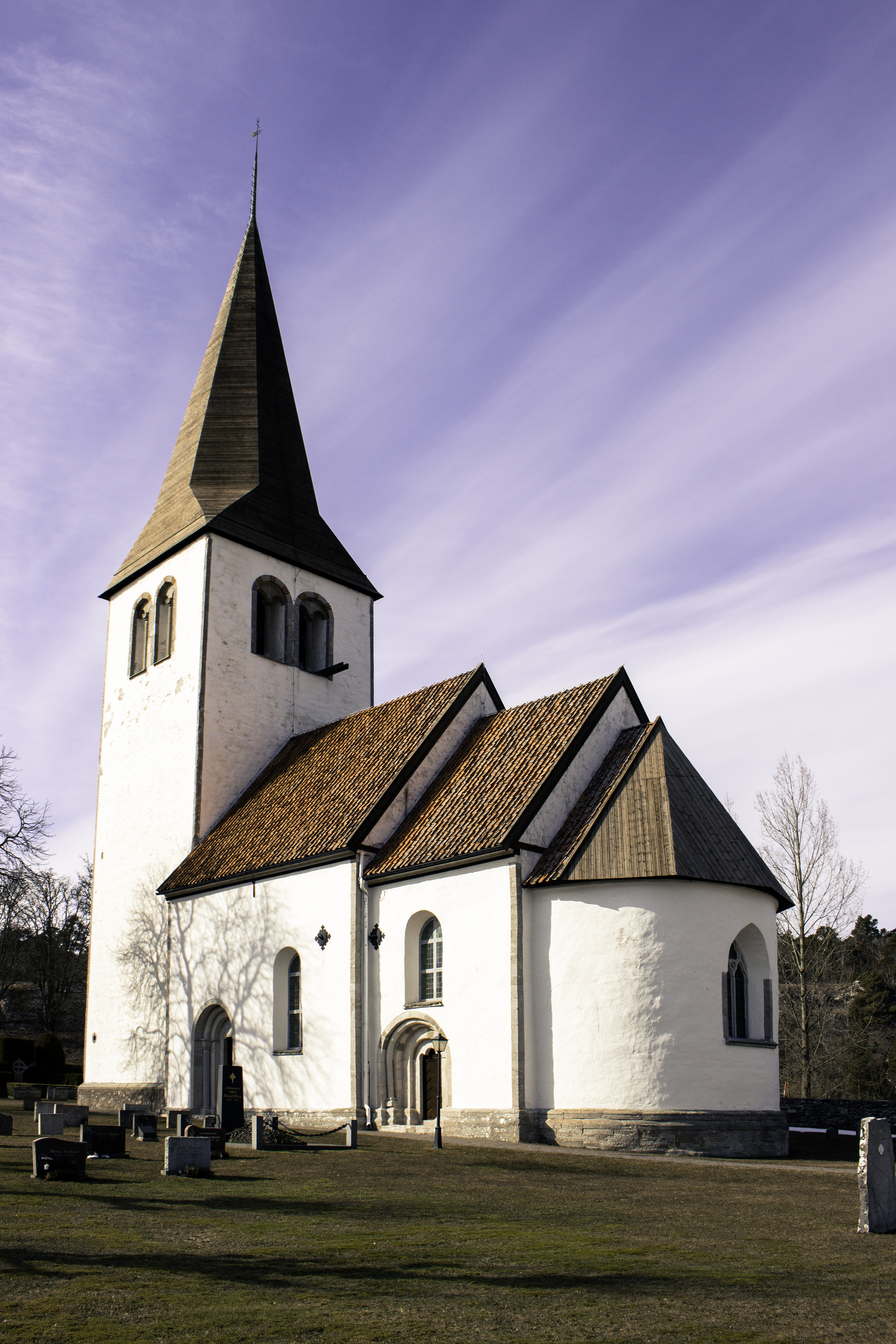
Blick von Südosten

Die Kirche von Linde (schwedisch Linde kyrka) ist eine romanische Landkirche auf der schwedischen Insel Gotland. Sie gehört zur Kirchengemeinden (schwedisch församling) Linde im Bistum Visby, die vom Pastorat in Fardhem betreut wird. Der Name Linde wird erstmals als Lindum in einer Abschrift aus dem 14. Jahrhundert erwähnt und enthält eine Pluralform der Baumgattung Linde.

## Lage
Die Kirche liegt im südlichen Landesinnern Gotlands an der Straße 142 von Visby nach Hemse. Sie befindet sich 40 km südlich von Visby, 16 km südöstlich von Klintehamn und 5 km nördlich von Hemse.

## Kirchengebäude
Die Kirche ist fast einheitlich im romanischen Stil gebaut und besteht aus einem beinahe quadratischen Langhaus und einem schmaleren Chor mit Apsis im Osten sowie einem Turm im Westen. Als Baumaterial wurde grauer Kalkstein verwendet. Der Chor ist schon gegen Ende des 12. Jahrhunderts errichtet worden. In der ersten Hälfte des 13. Jahrhunderts baute man das heutige Langhaus und in der Mitte des 13. Jahrhunderts den Turm. Die Mauern der Kirche sind weiß verputzt, aber die Kanten bestehen aus unverputzten, fein gehauenem Kalkstein. Das Langhaus und der Chor sind mit einem Satteldach gedeckt, während die Apsis ein Kuppeldach hat. Der Turm hat mit Säulen versehene, rundbogige Schallöffnungen und wird von einer achteckigen Spitze gekrönt. Turm und Apsis sind mit Holz gedeckt, Chor und Langhaus mit Lehmziegeln.

## Innenraum
Die Rundbogenfenster der Kirche sind nicht mehr im Original erhalten und stammen aus dem 19. Jahrhundert. Ursprünglich hatte es vier Rundbogenportale gegeben, aber das Chorportal ist vermutlich schon im Mittelalter umgebaut worden. Das zweischiffige Langhaus wird von vier Kreuzgewölben, die von einer kräftigen, unverzierten Zentralsäule getragen werden. Der weite, leicht spitzbogige Triumphbogen ist das Ergebnis einer nachträglichen Erweiterung bei einer Modernisierung im 14. Jahrhundert. Damals erhielt vermutlich die Apsis auch ihre heutigen, spitzbogigen Fenster und der Turmbogen wurde in ähnlicher Weise erweitert.

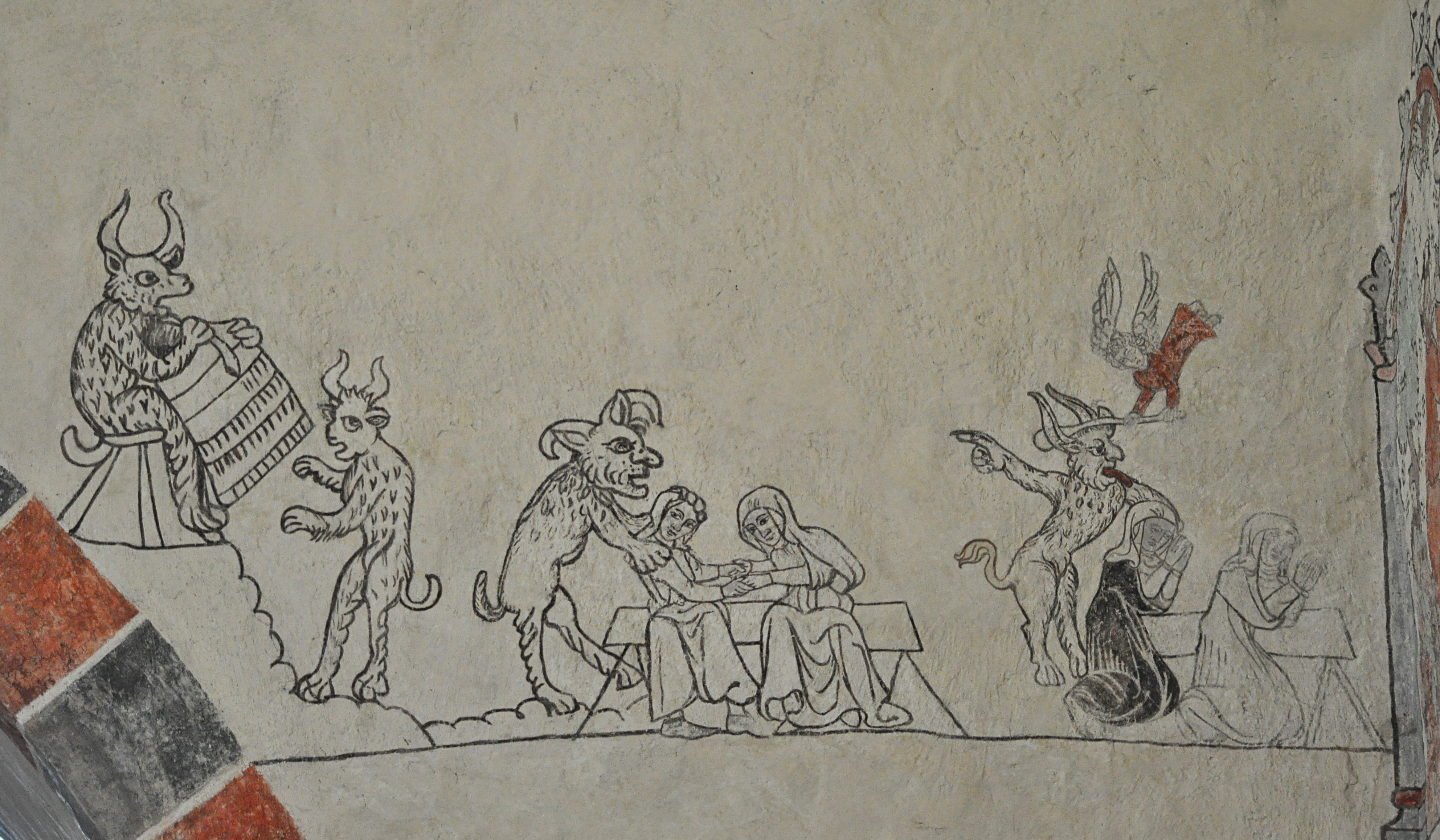
Wandmalerei des sogenannten Passionsmeisters

Das Langhaus und der Turmraum haben Kalkmalereien aus dem 14. Jahrhundert, aus dem 15. Jahrhundert und aus dem zweiten Teil des 17. Jahrhunderts. Sie wurden 1906 bei einer Restaurierung wieder hervorgeholt. Eine weitere Restaurierung fand 1973–1975 statt. Ein Teil der Malereien werden dem sogenannten Passionsmeister zugeschrieben. Er stellte unter anderem dar, wie zwei Frauen durch Teufel zum Schwatzen (während des Gottesdienstes) verführt werden. Ein weiterer Teufel, der betende Frauen von ihrer Andacht ablenken will, wird von einem Engel abgewehrt.

## Ausstattung
Das Triumphkreuz, das im Triumphbogen hängt, ist eine Kopie. Das Original vom Ende des 12. Jahrhunderts befindet sich im Historischen Museum in Stockholm. Die Kirche hat ungewöhnlicherweise zwei Taufsteine, von denen jeweils mindestens der untere Teil aus dem Mittelalter stammt. Beide sind geschmückt und stammen aus dem 12. Jahrhundert, möglicherweise von Hegvald gefertigt.

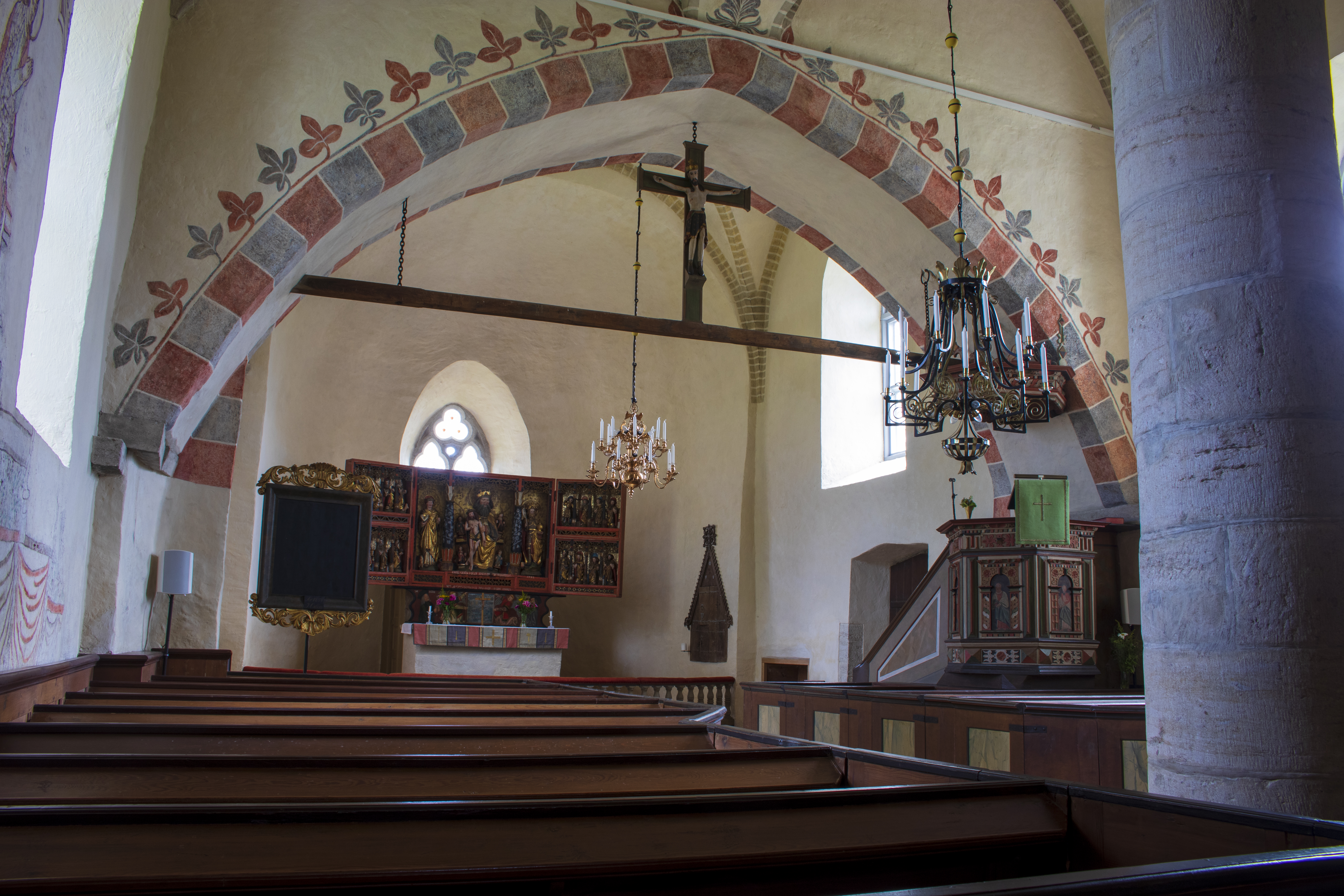
Blick in den Chor mit spätgotischem Altar, Triumphkreuz und Kanzel

Der prächtige, spätgotische Altaraufsatz fällt sofort im Auge. Er ist 1521 angeschafft worden, kurz bevor die Reformation nach Schweden kam. Der Flügelaltar zeigt in seinem Mittelschrein den Gnadenstuhl (Gottvater hält den leidenden Christus), umrahmt von dem Heiligen Ägidius mit Hirschkuh und dem heiliggesprochenen König Olav als Drachenbezwinger. Die Figuren weiterer Apostel und Heiliger stehen in den Seitenflügeln. Die Außenseiten sind mit Heiligenlegenden bemalt. Eine Inschrift unter dem Mittelschrein verweist auf eine Renovierung des Altars 1722/23. Das Retabel steht auf einer mittelalterlichen Mensa, in der Nischen für Reliquien enthalten sind.
Die Kanzel ist in der zweiten Hälfte des 17. Jahrhunderts eingebaut worden.
Die Orgel wurde 1901 von Åkerman & Lund aus Stockholm geliefert und zu Beginn des 21. Jahrhunderts restauriert.

## Umgebung
Ungefähr 100 m südwestlich der am Asträsk-See gelegenen Kirche befindet sich die Ruine eines mittelalterlichen Pfarrhofs.
In der Südwestecke des Kirchgartens befindet sich ein Magazingebäude von 1835 und unmittelbar daneben ein mittelalterliches Portal in der Kirchhofmauer. Nördlich der Kirche befindet sich der Lindeberg, eine der größeren Erhebungen Gotlands, wo sich Reste von mehreren vorgeschichtliche Burganlagen (schwedisch fornborg) befinden. 1,5 km östlich der Kirche befindet sich an der Straße nach Stånga ein Radgrab.
In der Kirche befinden sich der Runenstein G 80.